# Президентские выборы в Чили (1846)
Президентские выборы в Чили проходили 18 сентября 1846 года по системе выборщиков. Генерал Мануэль Бульнес был единогласно переизбран президентом.

## Результаты
| Кандидат        | Голоса | %    |
| Мануэль Бульнес | 161    | 100% |
| --------------- | ------ | ---- |
| Воздержались    | 3      | —    |
| Всего           | 164    | 100% |